# Liste der costa-ricanischen Botschafter in Österreich
Die Botschaft befindet sich in der Floßgasse 7 in Wien.
Die Botschafterin in Wien ist regelmäßig auch bei den Regierungen in Bratislava sowie Ljubljana akkreditiert und ist ständige Vertreterin beim Büro der Vereinten Nationen in Wien, Büro der Vereinten Nationen für Drogen- und Verbrechensbekämpfung, bei der Organisation der Vereinten Nationen für industrielle Entwicklung, bei der Internationalen Atomenergie-Organisation und bei der Organisation des Vertrags über das umfassende Verbot von Nuklearversuchen.

## Geschichte
Die konsularischen Beziehungen wurden 1871 mit der Ernennung Jorge Andres zum österreichisch-ungarischen Konsul in San José aufgenommen.
| Agrément / Ernennung / Akkreditierung | Botschafter                          | Bemerkungen                             | ernannt von                       | akkreditiert während der Regierung von | Posten verlassen |
| ------------------------------------- | ------------------------------------ | --------------------------------------- | --------------------------------- | -------------------------------------- | ---------------- |
| 1874                                  | Moses Maximilian Siegfried Borchardt | Ministre Residente, Sitz in Berlin      | Tomás Guardia Gutierrez           | Franz Joseph I.                        | 1880             |
| 1957                                  | Fernando Escalante Pradilla          | Ministre plénipotentiaire, non resident | José Figueres Ferrer              | Julius Raab                            | 1959             |
| 1970                                  | Gonzalo Cubero Otoya                 | Botschafter                             | José Figueres Ferrer              | Bruno Kreisky                          | 1971             |
| 1971                                  | Julio Corvetti Sáenz                 | non resident                            | José Figueres Ferrer              | Bruno Kreisky                          | 1972             |
| 1972                                  | Arnaldo Ortiz López                  | auch in Warschau akkreditiert           | José Figueres Ferrer              | Bruno Kreisky                          | 1974             |
| 1979                                  | Miguel Ángel Fernández Porras        | non resident                            | Rodrigo Carazo Odio               | Bruno Kreisky                          | 1981             |
| 1984                                  | Rosa Luisa Giberstein Kukielka       | non resident                            | Luis Alberto Monge Álvarez        | Fred Sinowatz                          | 1984             |
| 1988                                  | Manuel Constenla Umaña               |                                         | Óscar Arias Sánchez               | Fred Sinowatz                          | 1991             |
| 1992                                  | Alfonso Guardia Mora                 | Sitz in Brüssel                         | Rafael Ángel Calderón Fournier    | Franz Vranitzky                        | 1994             |
| 1997                                  | Stella Aviram Neuman                 | Geschäftsträgerin                       | José María Figueres Olsen         | Viktor Klima                           | 2004             |
| 1999                                  | Isabel Montero de la Cámara          | Sitz Bern                               | Miguel Angel Rodríguez Echeverría | Viktor Klima                           | 2005             |
| 2006                                  | Ana Teresa Dengo Benavides           |                                         | Óscar Arias Sánchez               | Wolfgang Schüssel                      | 2018             |
| 2018                                  | Alejandro Solando Ortiz              |                                         | Epsy Campbell                     | Sebastian Kurz                         |                  |